# Malaltia

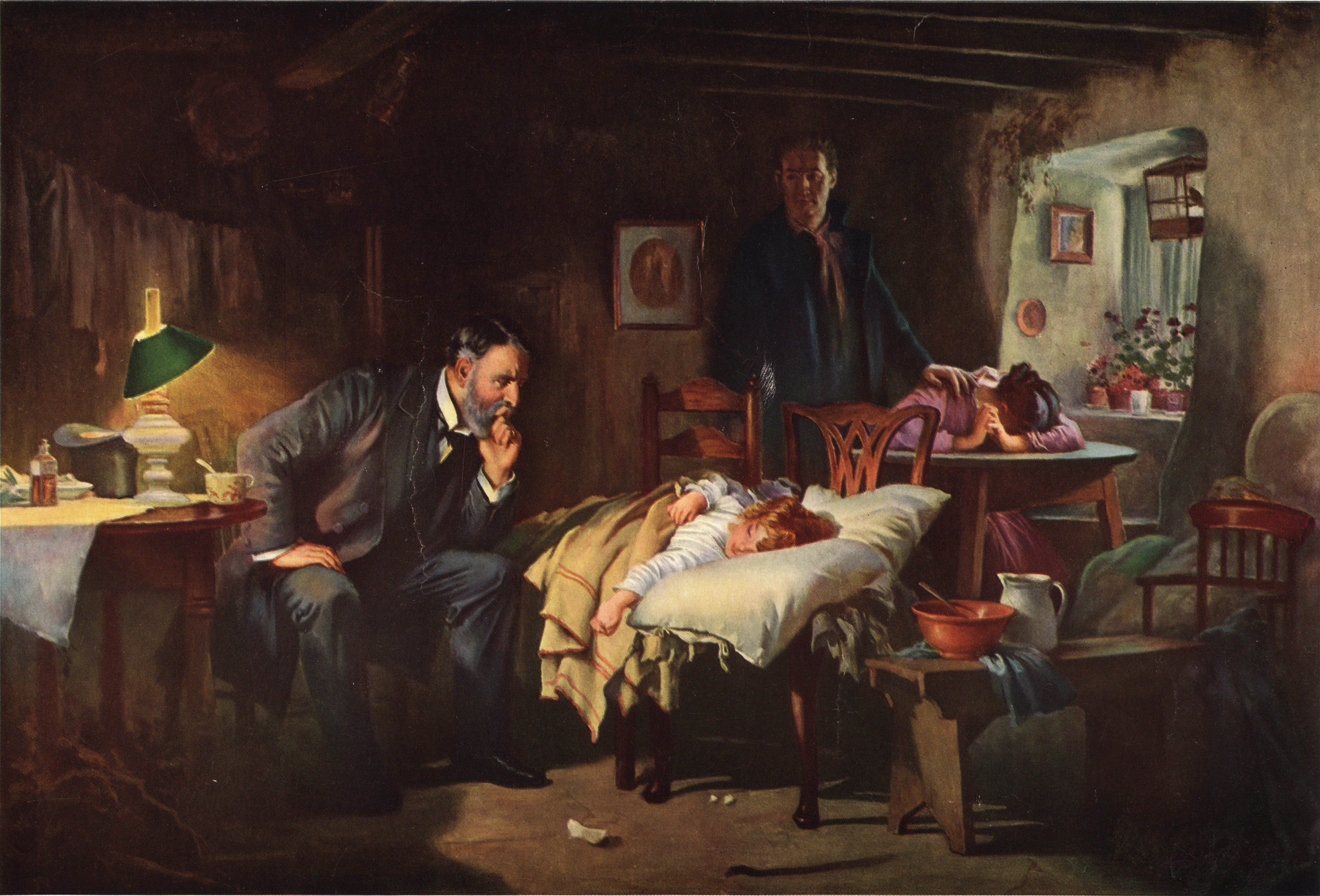
«El metge» de Sammuel Luke Fildes (1891)

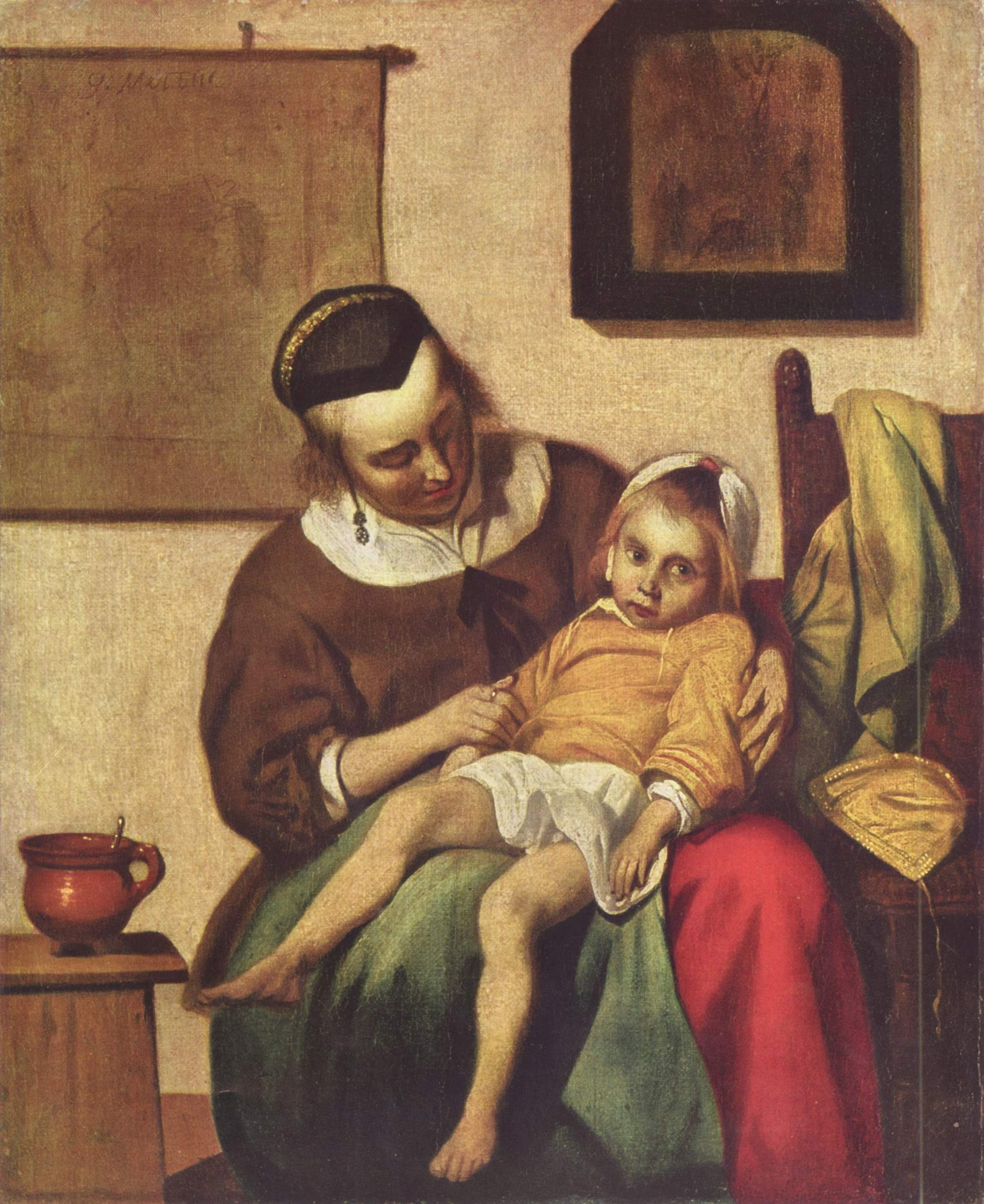
Das kranke Kind (Nen malalt) obra de Gabriel Metsu (1660-1770)

Una malaltia o infermetat és una alteració de l'estat d'un organisme o d'algun òrgan que dificulta les seves funcions vitals podent comportar com a resultat final la mort. També es pot considerar que la malaltia és un procés i l'estatus consegüent d'afecció d'un ésser viu, que es caracteritza per una alteració del seu estat ontològic de salut. L'estat i/o procés de malaltia pot ser provocat per diversos factors, tant intrínsecs com extrínsecs a l'organisme malalt, aquests factors s'anomenen noxes. Entre els externs podem citar les infeccions o les mutilacions, i entre els endògens els tumors o les malformacions. Alguns biòlegs també consideren que és una malaltia l'estat de l'organisme que desafavoreix la conservació de l'espècie.
La malaltia afecta a les persones físicament i emocional, la malaltia pot alterar la personalitat i el sentit de la vida de les persones. La mort a causa d'una malaltia és considerada mort per causes naturals.
La salut i la malaltia són part integral de la vida, del procés biològic i de les interaccions mediambientals i socials. Generalment, s'entén a la malaltia com una entitat oposada a la salut, l'efecte negatiu és conseqüència d'una alteració o pèrdua de l'harmonia d'un sistema a qualsevol nivell (molecular, corporal, mental, emocional, etc.). També es pot considerar com una situació de manca d'homeòstasi, la tendència dels sistemes biològics a mantenir l'equilibri i l'estabilitat interns.
Per definició, hi ha una sola malaltia, però la caracterització i identificació de variats processos i estats diferents de la salut, ha portat a la discriminació d'un univers d'entitats diferents (entitats nosològiques), i moltes d'elles són enteses estrictament com a malalties, però d'altres no, diferenciant la síndrome, l'entitat clínica i el trastorn. D'aquesta forma, les malalties i processos succedanis i anàlegs, són enteses com a categories determinades per la ment humana.
Les malalties que afecten les plantes, que poden rebre el nom de malures, concerneixen el camp de la fitopatologia, i les patologies que afecten els animals són del domini de la veterinària. La malaltia humana és el nucli organitzador de les ciències de la salut, ja que gran part del coneixement mèdic està orientat cap a la malaltia i la seva solució.
Estrictament (dins del camp mèdic), les malalties són objecte d'estudi de la patologia (del grec παθος: «afecció», «sofriment») que investiga les característiques pròpies de cada entitat, els seus components i el procés que desenvolupen, en relació amb l'evidència morfo fisiològica que s'imprimeix en la biologia de l'organisme malalt. Tanmateix, és la nosologia la disciplina encarregada de governar la definició i classificació de les diverses malalties segons una normativa basada en la caracterització i identificació dels components i funcions que defineixen cada entitat nosològica com quelcom únic i discernible de la resta. Així, són estudiades en un context més ampli, comparatiu, i sistemàtic, dins d'un esquema global de la patologia.

## Introducció
La salut és definida per l'Organització Mundial de la Salut a la seva Constitució com  […] l'absència de malaltia. Quan aquestes condicions no estan acomplertes, es pot considerar que algú està malalt o té una malaltia. La medicació i la ciència de la farmacologia són utilitzades per tal de guarir o reduir els símptomes d'una malaltia o les seves condicions mèdiques.
Es parla de malaltia quan hi ha condicions del cos o de la ment que causen dolor, disfunció o angoixa a la persona afectada o les persones properes a aquesta. De vegades, el terme s'aplica a lesions, discapacitats, síndromes, infeccions, símptomes, comportaments anormals i variacions atípiques de les seves estructures i/o funcions.

## Causes de les malalties

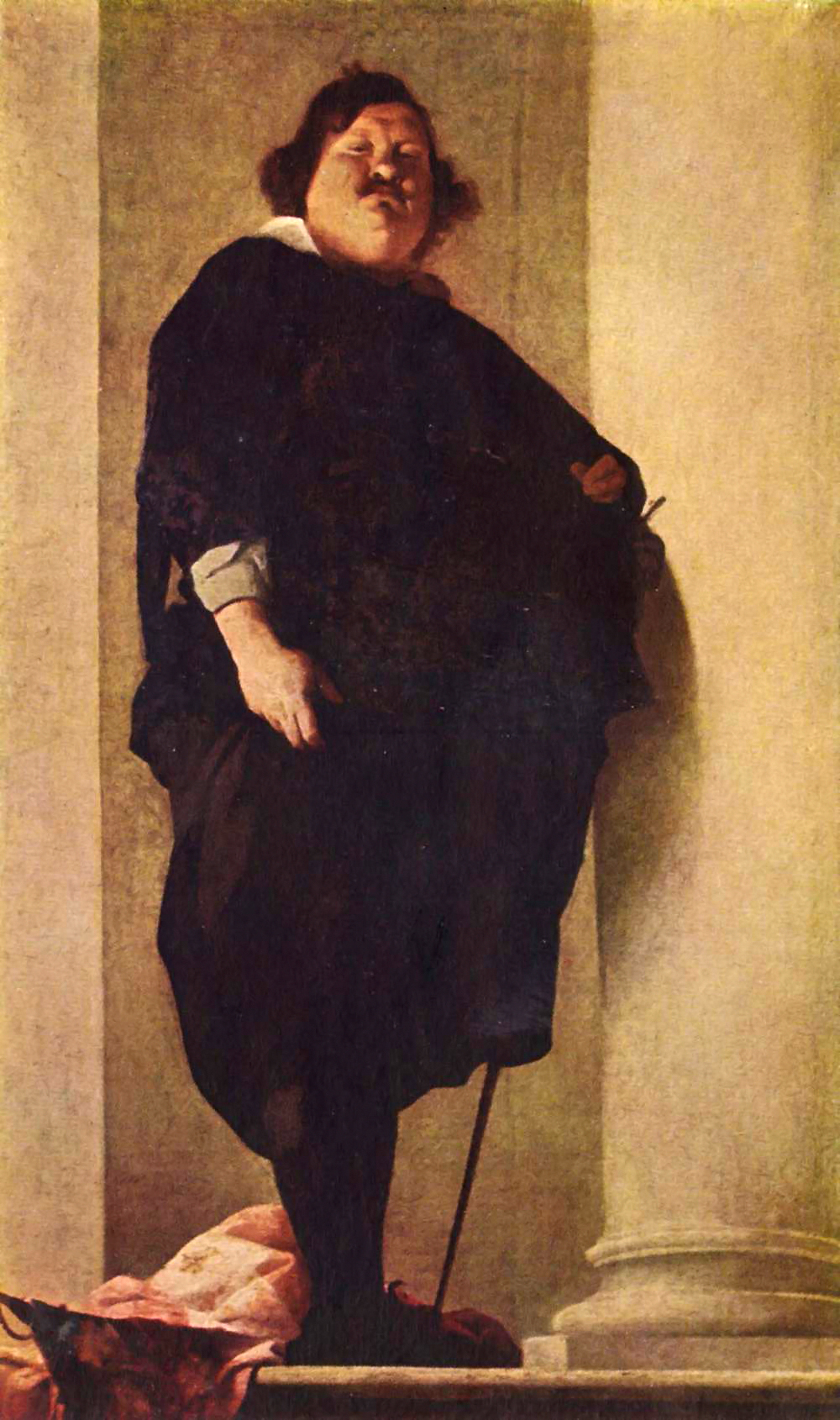
L'obesitat fou un símbol d'estatus durant el Renaixement: "El general toscà Marco Alessandro del Borro". Però avui dia és vista com un problema de salut.

Hi ha molts factors que poden causar l'aparició d'una malaltia, aquests factors poden ser tant intrínsecs com extrínsecs al cos. La presència de factors intrínsecs no exclou l'acció simultània dels extrínsecs, i viceversa, moltes malalties resulten d'una combinació d'ambdós tipus de factors. Els factors poden ser psicològics, biològics, químics, bioquímics, socials, mediambientals, etc.
Un patogen o agent infecciós és un agent biològic que causa una malaltia o patologia al seu hoste. Els postulats de Koch han estat generalitzats per a determinar si una malaltia infecciosa ha estat causada per un determinat agent. Només algunes malalties, com per exemple la grip, són contagioses, els microorganismes que causen aquestes malalties es coneixen com a patògens i inclouen diferents tipus de bacteris, virus, protozous i fongs. Les malalties infeccioses es poden contagiar, per exemple, per contacte d'una mà amb material infecciós a la seva superfície amb la boca, per picades d'insectes o d'altres portadors de malalties, per la ingesta d'aigua o d'aliments contaminats (normalment a través dels excrements), etc. També hi ha malalties de transmissió sexual com la sífilis o la sida.
Algunes malalties, com la majoria de les formes de càncer, les malalties del cor i els trastorns mentals, no són malalties infeccioses. Moltes malalties no infeccioses tenen un origen genètic parcialment o totalment i, per tant, poden ser transmeses d'una generació a una altra.
Les condicions socials en què viuen les persones són considerades com uns determinants socials de la salut, atès que determinen la salut dels individus. Les malalties habitualment estan relacionades amb circumstàncies socials, econòmiques, polítiques i mediambientals. Han estat reconeguts per diverses organitzacions de salut com per exemple l'Agència Sanitària Pública del Canadà o l'Organització Mundial de la Salut com a factors que influeixen en gran manera sobre el benestar personal i col·lectiu.
Quan no es coneix bé la causa d'una malaltia, les societats tendeixen a mitificar-la o utilitzar-la com una metàfora o un símbol del que aquella cultura considera com a dolent. Per exemple, fins al descobriment de l'origen bacterià de la tuberculosi, descobert el 1882, els experts atribuïen la malaltia a factors hereditaris, a l'estil de vida sedentari, a un estat d'ànim deprimit, als excessos sexuals, als excessos alimentaris o a l'abús de l'alcohol; tot un seguit de mals socials de l'època.
Segons la medicina evolutiva, moltes malalties no estan directament causades per una infecció o disfunció sinó que són una resposta creada pel cos. La febre, per exemple, no és causada directament per cap bacteri o virus sinó que el cos, quan identifica immunològicament la presència d'aquests patògens, ho fa denotar amb un augment de la temperatura corporal. La medicina evolutiva identifica un conjunt de respostes que ajuden la febre a crear aquest estat de malestar general. Entre aquestes, s'hi inclouen canvis com la letargia, depressió, anorèxia, somnolència, hiperalgèsia, i la incapacitat per a concentrar-se. Tot aquests aspectes, juntament amb la febre, són causats pel cervell a través del control sobre el cos. Tot i això, també es poden donar sense acompanyar cap infecció, com per exemple en la malnutrició o l'embaràs tardà, produint un cost que supera el benefici. En humans, un factor important en la malaltia és també l'intel·lectual, que té un paper important davant falses informacions o en l'efecte placebo.

## Classificació de les malalties
De l'estudi de les diferents classificacions de les malalties s'encarrega una branca de la medicina anomenada nosologia.
Hi ha diverses maneres de classificar les malalties. No obstant això, a causa de la constant evolució de la medicina, aquestes classificacions no són estàtiques. Les malalties poden ser classificades, per exemple, segons les seves causes (classificació etiològica), dels seus símptomes (classificació nosogràfica) o segons les funcions o els òrgans afectats (classificació funcional).

### Classificació segons la causa
Un exemple de classificació etiològica seria:
- Malalties causades per agents físics: fred, calor, etc
- Malalties infeccioses: són aquelles causades per agents infecciosos transmissibles, com poden ser els eubacteris, els virus i els prions.
- Malalties parasitàries: estretament relacionades amb les malalties infeccioses, encara que stricto sensu no se les pot considerar com a tals, són aquelles causades per entomopatogens, protozous, fongs i cucs.
- Malalties genètiques: són les causades per la presència o absència de gens que afecten l'ADN del pacient.
- Malalties tòxiques: són les causades per l'exposició a toxines mediambientals, com per exemple, els metalls pesants.
- Malalties nutricionals: són les causades per la manca o la deficiència de determinats nutrients. També hi ha les malalties causades per ferides, malformacions, o desús de parts del cos.
- Malalties autoimmunitàries: són aquelles en què el sistema immunitari de l'afectat ataca els teixits del seu propi cos.
- Malalties traumàtiques: causades per xocs psicològics o físics, cremades, etc.

També es pot diferenciar entre malalties endògenes, quan la causa és interna i malalties exògenes, si la causa és externa.
També cal tenir en compte les malalties causades per les mateixes creences del pacient, les malalties causades per una combinació de les causes exposades i les malalties d'origen desconegut. Per exemple, també es contempla el tel·lurisme, que és la influència morbosa de la terra en la producció de malalties.

### Classificació segons el nivell anatòmic
A una classificació funcional podrien diferenciar:
- Disfuncions a nivell molecular
- Disfuncions a nivell cel·lular
- Disfuncions a nivell d'un òrgan
- Disfuncions a nivell d'un sistema d'òrgans

### Classificació per grans sistemes

#### Malaltia mental
Les malalties mentals (Incapacitat emocional o Disfuncions cognoscitives) són una categoria general d'un grup de malalties que entraria dins d'aquesta classificació funcional, poden incloure inestabilitat afectiva o emocional, desregulació conductual i/o disfunció cognitiva. Malalties específiques conegudes com a malalties mentals inclouen la depressió major, el trastorn d'ansietat generalitzat, l'esquizofrènia, i el trastorn de dèficit d'atenció i la hiperactivitat, entre d'altres. Les malalties mentals poden tenir una causa biològica (per exemple anatòmica, química, genètica) o psicològica (per exemple un trauma o un conflicte). Poden interferir en les habilitats intel·lectuals i en les relacions socials. Ocasionalment, poden comportar una lesió cerebral.

#### Malaltia orgànica
Una malaltia orgànica és aquella causada per un canvi físic o fisiològic d'algun teixit o òrgan del cos. S'utilitza habitualment en contrast amb les malalties o trastorns mentals. Sovint s'utilitza el terme de malaltia funcional per aquella malaltia en què no hi ha un canvi físic del teixit o òrgan.

### Altres criteris de classificació
També es pot parlar de:
- Malalties agudes o malalties cròniques, en funció de si tenen un desenvolupament ràpid o són de llarga durada
- Malalties benignes o malalties malignes, segons la seva gravetat
- Malalties locals o malalties generals, en funció de l'extensió de l'àrea afectada
- Malalties evitables o malalties inevitables
- Malalties congènites o adquirides

### Classificació internacional de malalties
L'Organització Mundial de la Salut publica i continua el desenvolupament de la Classificació internacional de malalties, la versió actual és la desena i és coneguda com a CIM-10. Aquesta classificació permet la codificació de totes les malalties i de tots els motius del recurs als serveis de salut. També permet l'anàlisi sistemàtica i la interpretació de les causes de morbiditat i de mortalitat a tot el món. El seu objectiu és ser la base de l'organització i el finançament dels serveis de salut. Aquesta classificació ha estat adoptada pels diferents països, A Catalunya el Departament de Salut de la Generalitat va publicar la primera versió catalana de la CIM-10 el desembre del 2010 basant-se en la revisió que l'OMS va publicar l'any 2008.
La taula següent mostra la classificació en grans grups segons la versió catalana publicada per la Generalitat de Catalunya.
| Capítol | Codis   | Títol |
| ------- | ------- | --- |
| I       | A00-B99 | Determinades malalties infeccioses i parasitàries                                                           |
| II      | C00-D48 | Neoplàsies                                                                                                  |
| III     | D50-D89 | Malalties de la sang i els òrgans hematopoètics i determinats trastorns que afecten el mecanisme immunitari |
| IV      | E00-E90 | Malalties endocrines, nutricionals i metabòliques                                                           |
| V       | F00-F99 | Trastorns mentals i trastorns del comportament                                                              |
| VI      | G00-G99 | Malalties del sistema nerviós                                                                               |
| VII     | H00-H59 | Malalties de l'ull i els annexos                                                                            |
| VIII    | H60-H95 | Malalties de l'orella i l'apòfisi mastoide                                                                  |
| IX      | I00-I99 | Malalties de l'aparell circulatori                                                                          |
| X       | J00-J99 | Malalties de l'aparell respiratori                                                                          |
| XI      | K00-K93 | Malalties de l'aparell digestiu                                                                             |
| XII     | L00-L99 | Malalties de la pell i el teixit subcutani                                                                  |
| XIII    | M00-M99 | Malalties del sistema musculoesquelètic i el teixit connectiu                                               |
| XIV     | N00-N99 | Malalties de l'aparell genitourinari                                                                        |
| XV      | O00-O99 | Embaràs, part i puerperi                                                                                    |
| XVI     | P00-P96 | Determinades afeccions originades en el període perinatal                                                   |
| XVII    | Q00-Q99 | Malformacions congènites, deformitats congènites i anomalies cromosòmiques congènites                       |
| XVIII   | R00-R99 | Símptomes, signes i resultats anòmals d'anàlisis no classificats a cap altre lloc                           |
| XIX     | S00-T98 | Lesions, intoxicacions i altres conseqüències de causes externes                                            |
| XX      | V01-Y98 | Causes externes de morbiditat i mortalitat                                                                  |
| XXI     | Z00-Z99 | Factors que influeixen en l'estat de salut i contacte amb els serveis sanitaris                             |
| XXII    | O00-U99 | Codis per a finalitats especials                                                                            |

## Tractament

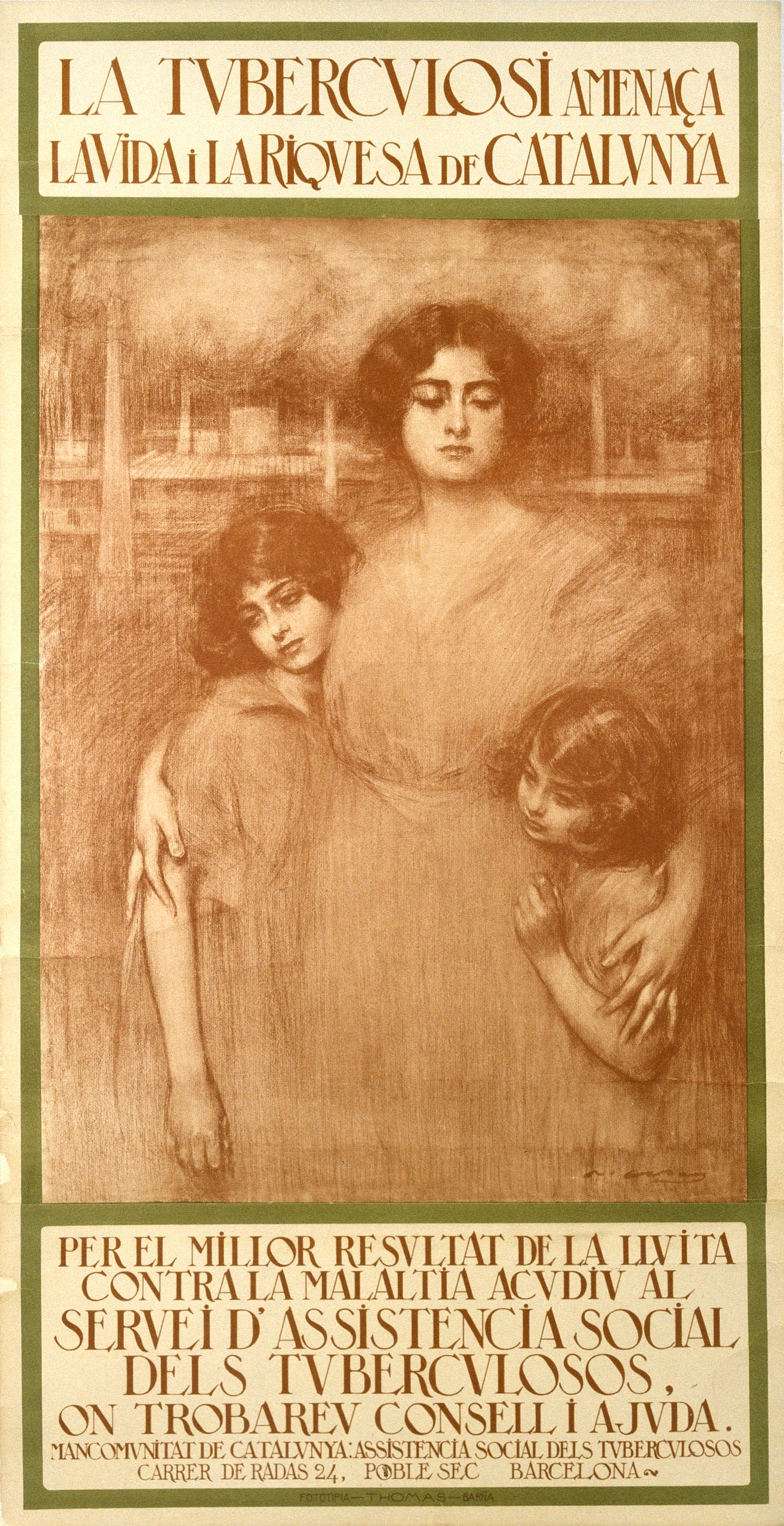
Cartell per ajudar i aconsellar els malalts de tuberculosi al servei d'assistència social a Barcelona l'any 1922

La promoció de la salut són un conjunt d'accions formades per la prevenció, tractament i gestió de la malaltia, així com la preservació del benestar físic i mental mitjançant els serveis oferts pel sistema mèdic i sanitari. Un pacient és aquella persona que rep atenció, cura o tractament mèdic, habitualment pel fet de patir una lesió o malaltia.
Les emergències mèdiques són lesions o malalties que impliquen greument la salut o, fins i tot, la vida de la persona, i en les quals cal l'ajuda d'un doctor o d'un hospital. El departament d'emergències mèdiques aporta el tractament inicial per a un espectre ampli de malalties i lesions per tal de preservar la màxima funcionalitat del cos del pacient.
Un medicament és qualsevol substància química que és utilitzada per tractar una malaltia, habitualment produïdes per companyies farmacèutiques i sovint patentades. Aquells medicaments sense patent o la patent dels quals ha caducat s'anomenen genèrics. Alguns medicaments, mal utilitzats, poden ser en si mateixos causa de malaltia, bàsicament com a enverinament.
El repòs pot ser un altre tractament mèdic que consisteix a romandre al llit dia i nit.
La teràpia de xoc és la inducció deliberada i controlada d'alguna forma d'estat de xoc fisiològic en un individu com a tractament d'una malaltia psiquiàtrica. L'electroteràpia és l'ús d'energia elèctrica amb aquest propòsit.

## Estudi de les malalties
L'epidemiologia és l'estudi científic dels factors que causen o faciliten les malalties que afecten la salut dels individus i de les poblacions i serveix de fonament de les intervencions dutes a terme en interès de la salut pública i la medicina preventiva. Hi ha malalties que són més comunes en certes àrees geogràfiques, entre les persones que presenten certes característiques genètiques o socioeconòmiques, o en determinats moments de l'any.
L'epidemiologia és considerada un element fonamental de les metodologies de recerca en salut pública, i és molt utilitzada a la medicina basada en l'evidència per a la identificació de factors de risc de les malalties. En l'estudi de les malalties infeccioses i no infeccioses, el treball dels epidemiòlegs va des de la recerca dels brots epidèmics fins al disseny d'estudis, la recopilació de dades i la seva anàlisi, incloent-hi el desenvolupament de models estadístics per provar les hipòtesis i la documentació dels resultats per a la seva presentació a les revistes científiques.
Els epidemiòlegs utilitzen una sèrie d'altres disciplines científiques com la biologia (per entendre millor els processos de malaltia), la bioestadística (per a l'anàlisi de les dades), la geoinformàtica (per emmagatzemar les dades i representar-les gràficament sobre mapes) i disciplines de les ciències socials (per entendre millor els factors de risc).
En l'estudi de les malalties, l'epidemiologia s'enfronta al repte de definir-les. En especial en el cas de les malalties poc conegudes, els diferents científics poden utilitzar definicions força diferents. Sense un acord sobre la definició, els investigadors poden trobar un nombre molt diferent de casos i caracteritzar la malaltia de diferents maneres.
La medicina conductual és un camp interdisciplinari de la medicina implicat en el desenvolupament i integració dels coneixements psicosocials, conductuals i biomèdics relatius a la salut i la malaltia.

## La càrrega de morbiditat, l'impacte de la malaltia
La càrrega de morbiditat és una mesura de l'impacte d'un problema de salut en una àrea considerant factors mesurables com la mortalitat, la morbiditat, cost financer o d'altres indicadors. En l'àmbit mundial, l'OMS publica la càrrega mundial de morbiditat que analitza l'impacte de 107 malalties i 10 factors de risc.
Hi ha diverses mesures per quantificar la càrrega de morbiditat en les persones. Els anys potencials de vida perduts (APVP) és una estimació simple del nombre d'anys que es va reduir la vida d'una persona a causa d'una malaltia. Per exemple, si una persona mor a l'edat de 65 anys d'una malaltia, i probablement hauria viscut fins als 80 anys sense la malaltia, es considera que la malaltia ha causat una pèrdua de 15 anys de vida potencial. Els mesuraments d'APVP no tenen en compte la discapacitat que pateix una persona abans de morir, de manera que aquest mètode considera equivalents una persona que mor de sobte i una persona que mor a la mateixa edat però després de dècades de malaltia. L'any 2004, l'Organització Mundial de la Salut va calcular que s'havien perdut més de 932 milions d'anys potencials de vida per mort prematura. A Catalunya, l'any 2009 el Departament de Salut de la Generalitat de Catalunya va estimar 57.806 anys potencials de vida perduts.
Estimació de les causes de la mortalitat segons l'OMS per al 2008

## Religió i malaltia
Històricament, el desconeixement i la ignorància de les causes de les malalties ha portat els humans a cercar un origen sobrenatural. Entre els pobles primitius, per exemple, les malalties sempre són causades per un ésser maligne i la seva acció es manifesta a través d'aquestes. A la nostra cultura occidental van ser els grecs presocràtics els primers a explicar les malalties com un procés natural, sense connotacions sobrenaturals. A partir del segle vii aC els grecs van començar a establir un pensament racional de la malaltia, sense els elements màgics o religiosos comuns a altres civilitzacions.
La medicina tradicional són un conjunt de procediments utilitzats tradicionalment per tractar malalties o lesions, ajudar en els parts, i per al manteniment del benestar. Es tracta d'un bloc de coneixement diferent de la "medicina científica" i ambdues poden coexistir en la mateixa cultura.
La frontera entre normalitat i malaltia pot ser subjectiva. Per exemple, en algunes religions, l'homosexualitat es considerava una malaltia.

## El pluralisme assistencial o mèdic
El concepte de malaltia suposa un problema ètic, epistemològic i ontològic. Les seues definicions impliquen controvèrsies per les implicacions al discriminar qui requereix atenció i tractament, qui es torna exempt de realitzar deures i qui requereix ajudes econòmiques. Per a abordar la seua definició hi ha dos mètodes: definir cercant característiques en comú (el que es diu una aproximació clàssica) i definir mitjançant exemples considerats els més representatius (el que es diu aproximació que no és clàssica). L'aproximació clàssica s'ha intentat i ha fracassat.
Hi ha una enorme varietat cultural d'interpretacions de la malaltia. A totes les societats humanes és possible descriure el complex salut, malaltia i atenció que inclou concepcions de la malaltia i de la salut i pràctiques amb relació a aquesta. Totes les societats empren procediments d'observació naturalista de la malaltia basada en l'assaig i error i l'ús de remeis: el cas de la medicina científico-experimental és el de l'evolució dels models naturalistes desenvolupats inicialment al Corpus Hippocraticum. A més, moltes societats desenvolupen interpretacions religioses i cosmològiques sobre l'etiologia de les malalties i empren també pràctiques màgiques i rituals per gestionar-les. A totes les societats, i aquest és un fenomen que s'accentua en l'actual procés de globalització el pluralisme mèdic o assistencial està representat per una munió de recursos en constant desenvolupament. L'objecte de l'antropologia mèdica és estudiar aquest fet.
Una investigació feta a partir de 200 respostes a una enquesta per part de professionals de la sanitat trobà que no hi ha concepció prototípica d'allò que és una malaltia.